# ۲۹ بهمن
۲۹ بهمن سیصد و سی و پنجمین روز سال در گاه‌شماری خورشیدی است. به پایان سال ۳۰ روز (۳۱ روز در سال کبیسه) باقی‌است.

## رویدادها
- ۱۳۵۶ - تظاهرات ۲۹ بهمن تبریز[۱]
- ۱۳۵۷ - بنیان‌گذاری حزب جمهوری اسلامی
- ۱۳۸۲ - دیدار تیم ملی فوتبال ایران با تیم ملی فوتبال قطر در مقدماتی جام جهانی فوتبال ۲۰۰۶
- ۱۳۸۲ - انفجار قطار نیشابور[۲]
- ۱۳۹۶ - حادثه پرواز شماره ۳۷۰۴ هواپیمایی آسمان
- ۱۳۹۸ - گزارش نخستین موارد تأیید شده کووید ۱۹ در ایران از قم

## مناسبت‌ها
جشن سپندارمذگان بر پایه پژوهش‌ها و منابع تاریخی، ایرانیان باستان در این روز جشنی به نام " مژده گیران " برپا می‌کردند. این جشن ویژه زنان بوده و برای بزرگداشت مقام آنان برپا می‌شد.

## زادروزها
- ۱۳۵۵ - داریوش رضایی‌نژاد، از دانشجویان دکترای مهندسی برق
- ۱۳۲۸ - شهرام ناظری، خواننده
- ۱۳۷۰ - مهدی احمدوند، خواننده

## درگذشت‌ها
- ۱۳۵۲ - خسرو گلسرخی، شاعر و نویسنده
- ۱۳۵۲ - کرامت‌الله دانشیان، شاعر و فعال سیاسی چپ‌گرا
- ۱۳۷۸ - نادر نادرپور، شاعر
- ۱۳۹۰ - مریم بهروزی، زندانی سیاسی
- ۱۴۰۳ - ایرج رضایی، صداپیشه
- ۱۴۰۳ - مصطفی برزگر گنجی، دادستان